# Liggende ereprijs
Liggende ereprijs (Veronica prostrata) is een zodevormende, vaste plant, die behoort tot de weegbreefamilie (Plantaginaceae). De soort staat op de Nederlandse Rode Lijst van planten als zeer zeldzaam en zeer sterk in aantal afgenomen. Deze plant is in Nederland wettelijk beschermdsinds 1 januari 2017 door de Wet Natuurbescherming. De plant wordt ook als rotsplant in siertuinen gebruikt. Liggende ereprijs komt van nature voor in Midden- en Oost-Europa en in Noord-Azië.

## Determinatie

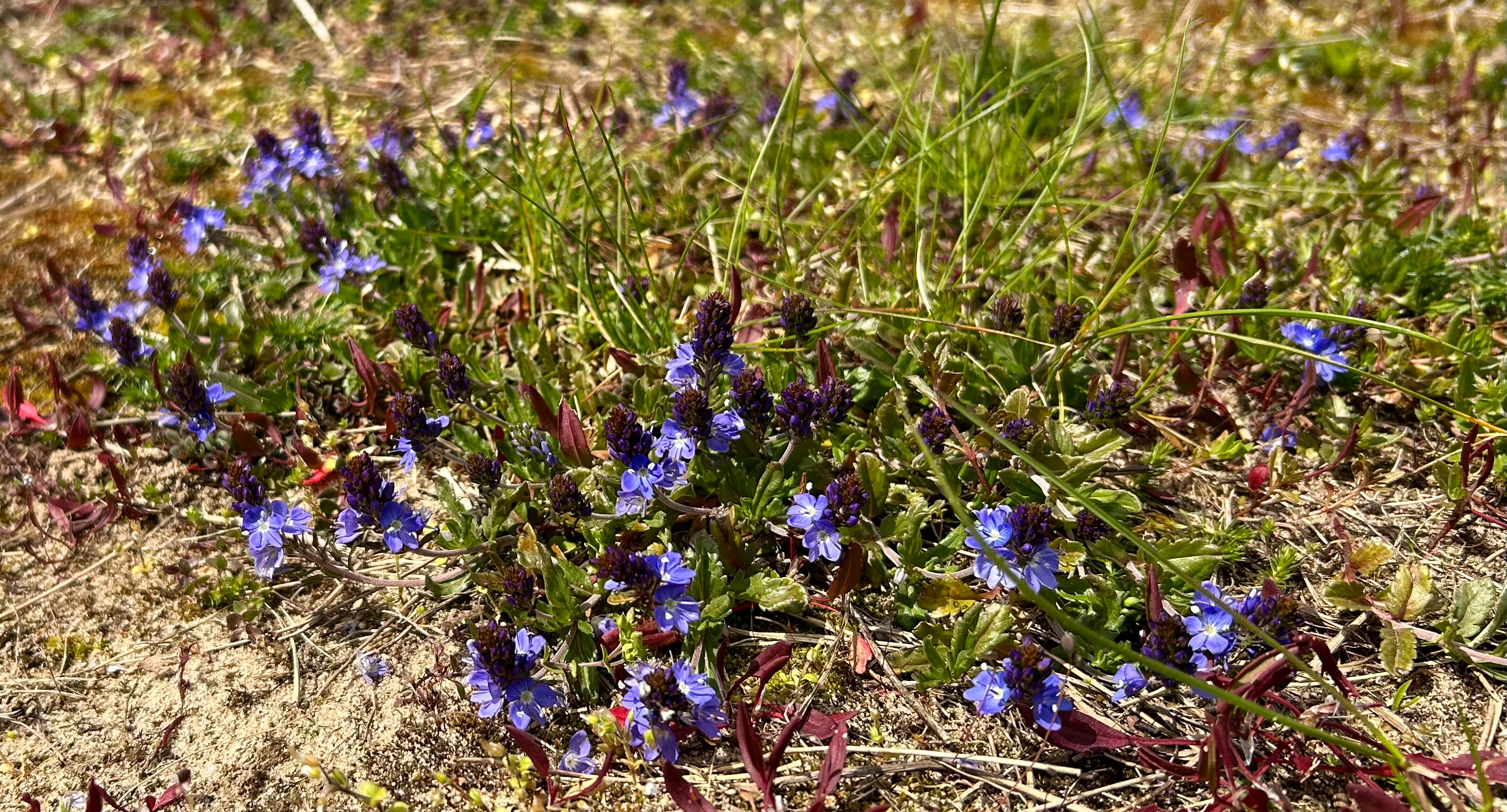
Liggende ereprijs in bloei.

De plant wordt 10–20 cm hoog en heeft liggende, alleen aan de top opstijgende stengels. De dicht kortbehaarde, ondiep gerande tot bijna gaafrandige bladeren zijn langwerpig tot lijnvormig en hebben meestal een afgeronde tot wigvormige voet. Ook is de rand naar achteren omgerold.
Liggende ereprijs bloeit in mei tot begin juni met bleekblauwe, 4–8 mm grote bloemen, die in de oksels van de bladeren zitten. De kelk is meestal kaal en heeft een korte bovenste slip. De bloeiwijze is een tros.
De vrucht is een meestal kale doosvrucht met een omgekeerd driehoekig vorm en een hartvormige top.

## Ecologie
De plant komt voor tussen het gras op droge, meso-oligotrofe kalkhoudende rivierduinen.

### Syntaxonomie
Liggende ereprijs staat te boek als kensoort voor de associatie van vetkruid en tijm (Sedo-Thymetum), een bloemrijke plantengemeenschap van droge zandgronden langs de grote rivieren.

## Cultivars
- Veronica prostrata 'Alba'
- Veronica prostrata 'Aztec Gold'
- Veronica prostrata 'Blue Sheen'
- Veronica prostrata 'Dick's wine'
- Veronica prostrata 'Heavenly Blue'
- Veronica prostrata 'Mrs. Holt'
- Veronica prostrata 'Ice Blue'
- Veronica prostrata 'Nestor'
- Veronica prostrata 'Spode Blue'
- Veronica prostrata 'Trehane'

## Namen in ander talen
- Duits: Niederliegender Ehrenpreis, Liegender Ehrenpreis
- Engels: Harewell speedwell, Prostrate speedwell
- Frans: Véronique couchée